# بابليشرز ويكلي
بابليشرز ويكلي (بالإنجليزية: Publishers Weekly)‏ واختصارًا (بالإنجليزية: PW)‏؛ هي مجلة أسبوعية أمريكية، تصدر في نيويورك، وتستهدف الناشرين وأمناء المكتبات وبائعي الكتب والوكلاء الأدبيين. وبدأت في النشر في العام 1872، وكانت تحمل شعار «مجلة الأخبار الدولية لنشر الكتب وبيع الكتب». تصدر سنويًا 51 إصدارًا سنويًا، وترتكز اهتماماتها اليوم على مراجعات الكتب.